# Spheropistha huangsangensis
Espèce
Synonymes
- Argyrodes huangsangensis Yin, Peng & Bao, 2004

Spheropistha huangsangensis est une espèce d'araignées aranéomorphes de la famille des Theridiidae.

## Distribution
Cette espèce est endémique du Hunan en Chine,.

## Description
La femelle holotype mesure 2,80 mm.

## Étymologie
Son nom d'espèce, composé de huangsang et du suffixe latin -ensis, « qui vit dans, qui habite », lui a été donné en référence au lieu de sa découverte, la réserve naturelle de Huangsang.

## Publication originale
- Yin, Peng & Bao, 2004 : Two new species of the genus Argyrodes from China (Araneae: Theridiidae). Acta Arachnologica Sinica, vol. 13, no 1, p. 1-6.